# نگاره شاهین
نگاره شاهین (زاده ۷ ژوئن ۱۹۹۳) یک جودوکار افغان است که در کشور روسیه زندگی می‌کند.

## زندگی
نگاره شاهین در افغانستان متولد شد. هنگامی که او شش‌ماهه بود، خانواده اش از جلال‌آباد به پاکستان نقل مکان کردند و از جنگ افغانستان فرار کردند. وی در ۱۸ سالگی به کابل رفت تا در دانشگاه آمریکایی افغانستان تحصیل کند.
شاهین در روسیه زندگی می‌کند. او در قهرمانی جودو آسیا ۲۰۱۷، گرند اسلم جودو ۲۰۱۹، گرند اسلم جودو ۲۰۲۰ و گرند اسلم جودو ۲۰۲۱ شرکت کرد . او در المپیک تابستانی ۲۰۲۰، در تیم المپیک پناهندگان، شرکت کرد شد.